# Madamina, il catalogo è questo

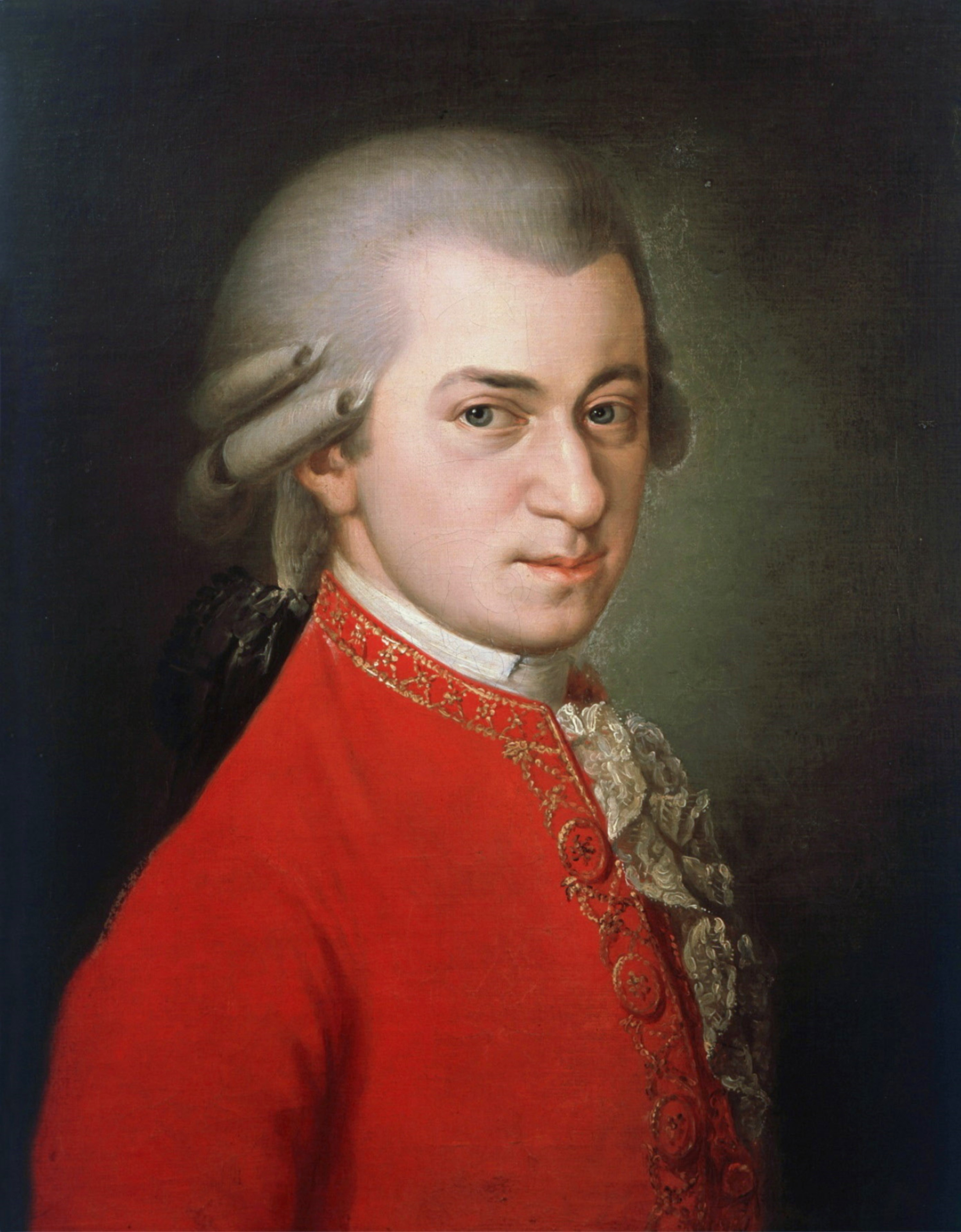
Wolfgang Amadeus Mozart

Madamina, il catalogo è questo (česky Donno, hleďte, tento zábavný seznam) je basová árie z Mozartovy opery Don Giovanni, složené na italské libreto od Lorenza da Ponte. Jedná se o jednu z nejznámějších a nejpopulárnějších Mozartových árií.
V opeře je zpívána Leporellem, sluhou dona Giovanniho, donně Elvíře během prvního dějství v páté scéně. Elvíra se krátce předtím znovu setká s donem Giovannim, kterého nenávidí, protože ji svedl a po třech nocích opustil; Leporello ji v této árii „uklidňuje“ tím, že není první ani poslední oběť jeho pána a že don Giovanni ženy svádí neustále a systematicky. Elvíra je nicméně utvrzena ve své nenávisti a v recitativu, který po této árii následuje, donu Giovannimu přísahá pomstu.

## Text
| Italsky Madamina, il catalogo è questo Delle belle che amò il padron mio; un catalogo egli è che ho fatt'io; Osservate, leggete con me. In Italia seicento e quaranta; In Alemagna duecento e trentuna; Cento in Francia, in Turchia novantuna; Ma in Ispagna son già mille e tre. V'han fra queste contadine, Cameriere, cittadine, V'han contesse, baronesse, Marchesane, principesse. E v'han donne d'ogni grado, D'ogni forma, d'ogni età. Nella bionda egli ha l'usanza Di lodar la gentilezza, Nella bruna la costanza, Nella bianca la dolcezza. Vuol d'inverno la grassotta, Vuol d'estate la magrotta; È la grande maestosa, La piccina è ognor vezzosa. Delle vecchie fa conquista Pel piacer di porle in lista; Sua passion predominante È la giovin principiante. Non si picca – se sia ricca, Se sia brutta, se sia bella; Purché porti la gonnella, Voi sapete quel che fa. |  | Česky (překlad Rudolf Vonásek) Donno vzácná, v tomto soupise lásek provždy psána je pánova sláva, ten vám sám autor shlédnouti dává, čtěte se mnou a zvíte hned víc. Hle, v Itálii hned šestsetdvacet, dvěstětřicet zas v Německé zemi, též mnoho měl s dvěma sty Turkyněmi. Ach, kolik u nás! V Hispanii jich měl o tři víc přes tisíc. Jsou to venkovanky čilé, tu zas panské roztomilé, urozené baronesy, blahorodé vikomtesy, a zde máme všechny stavy, všechny tvary, každý věk. V kráskách plavých má zalíbení, říkává, jak prý jsou něžné. Též ty černé stejně cení, prý jsou věrné, což je běžné. V létě má rád štíhlou mřenku, v zimě kyprou majolenku. Což když dáma vznešená je! A ta malá je darem ráje. Stará panna vábí pána než je též registrována. Smysly však mu nejvíc planou s roztouženou mladou pannou. Ať je dáma nebo selka, maličká anebo velká, ať je veselá či ať si stýská, zkrátka každou snadno získá. Vy snad víte, co je dál, dobře víte, co je dál. |  | Starší český překlad (Václav Juda Novotný) Donno, hleďte! Tento zábavný seznam jistě každinkou vám zjeví krásku, jížto pán přísahal věčnou lásku. Pozor mějte - chci vám rád vše říc'. Šest set čtyřicet, hle, zde v Italii, dvě stě třicet zas v německém kraji, z Francie sto, kopu v tureckém ráji, však zde v Hispánii jich měl na tisíc... Možná víc! Jsou tu venkovanky čilé, tu zas panské roztomilé, dále vznešené jsou dámy - a tu seznámil se s vámi! O, zde máme všecky druhy, všecky tvary, každý stav! Modrookým rád se koří pro cit jemný, ručku hladkou; k černookým vášní hoří, k smědým cítí touhu sladkou. U kyprých vždy věrnost stálá, útlé zdobí nožka malá; u velkých vše majestátní, maličká je delikátní. Staré panny - jaká sláva! - v seznam pro žert mnohdy dává nejsladší však je mu vnadou - má-li nezkušenou, mladou. Ať je vzácná, nebo selka, ať je drobná nebo velká - vše jedno; on každou vnadí. Věneček vše vynahradí - a květ záhy je ten tam! |  | Doslovný český překlad Slečno, toto je katalog krásek, které miloval můj pán, je to katalog, který jsem sestavil já: dívejte se, čtěte se mnou V Itálii šest set čtyřicet, v Německu dvě stě třicet jedna, sto ve Francii, v Turecku devadesát jedna, ale ve Španělsku je jich už tisíc tři. Jsou mezi nimi venkovanky, komorné, měšťanky, jsou tu hraběnky, baronky, markýzy, kněžny, jsou zde ženy každého stavu, každého tvaru, každého věku. U blondýnek má ve zvyku chválit jemnost, u brunetek vytrvalost, u bledých sladkost. V zimě chce tlustší, v létě hubenější, veliká je vznešená, maličká je vždy rozpustilá. Staré dobývá pro radost z toho, aby je mohl přidat do seznamu, jeho největší vášeň jsou mladé začátečnice. Nezáleží mu na tom, jestli je bohatá, jestli je ošklivá, jestli je krásná, jen když nosí sukni - víte, co udělá. |

Árie byla do češtiny přeložena několikrát, verze Václava Judy Novotného zazněla s několika odlišnostmi v podání Karla Kalaše ve filmu Kulový blesk. Veršované české verze určené ke zpěvu jsou poněkud upraveny s ohledem na hudební možnosti a neodpovídají doslova italskému originálu.